# Bozanti, Idlib
Bozanti, Idlib hoặc Bazinta (tiếng Ả Rập: بوزانطي) là một ngôi làng Syria nằm ở Salqin Nahiyah ở huyện Harem, Idlib. Theo Cục Thống kê Trung ương Syria (CBS), Bozanti, Idlib có dân số 98 người trong cuộc điều tra dân số năm 2004.